# レキオス
株式会社レキオスは、沖縄県那覇市に本社を置く不動産会社。

賃貸借信用保証業のほか、共済事業、24時間365日の緊急通知サービス、会員向けサービスなどの各種事業を「レキオス倶楽部」のブランド名で展開する。

子会社の「レキオス小額短期保険株式会社」は、沖縄県内初の少額短期保険事業を行う。

レキオス（Lequios）はポルトガル語で琉球人を意味する。

## 沿革
- 昭和61年10月 - 前身である沖縄信用保証を創業[4]。
- 平成8年2月 - 株式会社おきしん保証サービスを設立。
- 平成11年8月 - 株式会社データサービサー沖縄（現 株式会社レキオスアセットマネジメント）設立（2012年9月に譲渡[5]）。
- 平成14年2月 - レキオス倶楽部設立。レキオス共済事業開始。
- 平成18年2月23日 - 日本証券業協会グリーンシート銘柄オーディナリー区分に指定[6]。
- 平成20年5月1日 - 株式会社レキオスに社名を変更[7]。
- 平成20年5月30日 - 沖縄県内初の小額短期保険会社「レキオス小額短期保険株式会社」設立[8]。レキオス倶楽部（共済会）を小額短期保険へ移行。

## 関連会社
グループ会社
株式会社レキオスホールディングス (レキオスグループ統括事業)
株式会社レキオスソーシャルネットワーク (レキオス倶楽部運営事業)
レキオス少額短期保険株式会社 (少額短期保険専門保険会社)
株式会社レキオスホーム (建築・建設事業)
株式会社レキオスアセットマネジメント (アセットマネジメント・プロパティマネジメント事業)
株式会社ビージーエム沖縄 (音響機器・セキュリティカメラ事業、便利屋事業、遺品整理事業 等)